# 程楷 (天啟進士)
程楷（？年—1642年），字畸人，南直隸合肥人。明朝政治人物。
天啟五年（1625年）乙丑科進士，初為平湖縣知縣，政績卓著，累官雲南參政致仕回鄉。崇禎十五年（1642年），張獻忠攻打廬州，程楷與經歷鄭元綬分守南壎門，力戰而死。